# Internetwork Packet Exchange
Internetwork Packet Exchange (IPX) je protokol síťové vrstvy v sadě protokolů IPX/SPX. Může fungovat i jako nespojovaný protokol transportní vrstvy. IPX je odvozen od svého protějšku Internet Datagram Protocol (IDP) v sadě protokolů Xerox Network Services (XNS) firmy Xerox.
Doménou protokolu IPX byly lokální sítě v 90. letech 20. století, ve kterých se používal pro komunikaci se servery Novell Netware. Hlavními přednostmi IPX je snadná konfigurace klientských počítačů a malý rozsah paměti obsazené ovladačem IPX, což bylo velmi důležité pro MS-DOS a Microsoft Windows do verze Windows 95.

## Historie
V období kolem roku 1990 byl protokol IPX nejpoužívanějším síťovým protokolem, díky velké oblibě síťového operačního systému Novell NetWare.
IPX ale nefunguje dobře v rozsáhlých sítích jako je Internet, a s rostoucí oblibou sítě Internet, která používá protokoly TCP/IP, podíl IPX klesal. Protože počítače a sítě mohou používat několik síťových protokolů současně, okolo roku 1996 používala stále větší část počítačů TCP/IP pro připojení do Internetu současně s IPX pro komunikaci v lokální síti. K dalšímu poklesu používání IPX přispěl NetWare verze 5 uvedený v roce 1998, který umožňoval rovnocenné připojení ke svým serverům pomocí protokolů IPX i TCP/IP.

## Výhody IPX
Velkou výhodou protokolu IPX je jeho malá nebo žádná potřeba konfigurace. V době, kdy protokoly pro dynamickou konfiguraci stanice neexistovaly a protokol BOOTP pro centralizované přidělování adres nebyl příliš rozšířený, mohla být IPX síť zkonfigurována téměř automaticky. Klientské počítače používají MAC adresy síťové karty jako adresu uzlu a číslo sítě zjistí od serveru nebo routeru. Číslo sítě je odvozeno z MAC adresy serveru.
Správci IPX sítě stačilo
- přiřadit všem serverům v jedné síti stejné číslo sítě
- přiřadit různá čísla sítí různým formátům rámců ve stejné síti
- přiřadit různá čísla sítí různým rozhraním serveru s více síťovými kartami (server Novell Netware s více síťovými kartami fungují automaticky jako routery)
- přiřadit různá čísla sítí serverům v různých propojených sítích
- spustit směrovací proces na uzlech s více síťovými kartami ve složitých sítích

## Struktura IPX paketu
Každý IPX paket začíná hlavičkou s následující strukturou:
| Oktetů | Pole                                                    |
| ------ | ------------------------------------------------------- |
| 2      | Kontrolní součet (vždy 0xFFFF - žádný kontrolní součet) |
| 2      | Délka paketu (včetně IPX hlavičky)                      |
| 1      | Řízení transportu (počet hopů)                          |
| 1      | Typ paketu                                              |
| 12     | Cílová adresa                                           |
| 12     | Zdrojová adresa                                         |

Pole typ paketu rozlišuje protokol vyšší vrstvy:
| Hodnota | Význam/Protokol                                                                  |
| ------- | -------------------------------------------------------------------------------- |
| 0       | neznámý                                                                          |
| 1       | RIP (Routing Information Protocol) (RFC 1582, RFC 2091)                          |
| 2       | Echo paket                                                                       |
| 3       | Chybový paket                                                                    |
| 4       | PEP (Packet Exchange Protocol), používaný pro SAP (Service Advertising Protocol) |
| 5       | SPX (Sequenced Packet Exchange)                                                  |
| 17      | NCP (NetWare Core Protocol)                                                      |

## IPX adresování
Protokol IPX podporuje vytváření rozsáhlých sítí (anglicky internetwork), které se vytvářejí propojováním menších sítí pomocí routerů (anglicky internetworking). Firma Novell používá pro tyto malé sítě termín kabelový systém, který znamená síť, v níž lze pro komunikaci používat protokol linkové vrstvy.
IPX adresa má následující strukturu:
| Oktetů | Složka       |
| ------ | ------------ |
| 4      | Číslo sítě   |
| 6      | Číslo uzlu   |
| 2      | Číslo soketu |

### Číslo sítě
Číslo sítě umožňuje adresovat IPX uzly, které nepatří do stejného kabelového systému a tak komunikovat mezi různými sítěmi (internetworking), které musí být propojeny pomocí IPX routerů. Jakýkoli server Novell Netware může fungovat jako IPX router. Novell také dodával samostatné routery. Multiprotokolové routery jiných dodavatelů často podporují směrování protokolu IPX. Používání různých formátů rámců na jednom kabelovém systému je možné, ale funguje stejně, jako kdyby komunikace probíhala po různých kabelech (tj. pro různé formáty rámců musí být na stejném kabelovém systému použita různá čísla sítí a pro komunikaci mezi uzly používajícími různé formáty rámců na stejném kabelovém systému se musí používat router).
- Logickým sítím jsou přiřazena unikátní 32bitová čísla v rozsahu 0x1 až 0xFFFFFFFE (šestnáctkově).
- Adresa uzlu spolu s adresou sítě jednoznačně identifikuje stanici v propojených sítích.
- Adresa serveru používá interní číslo sítě, které je implicitně nastaveno na poslední 4 byty MAC adresy síťové karty.
- Číslo sítě 00:00:00:00 znamená aktuální síť.
- Broadcast číslo sítě je FF:FF:FF:FF.

### Číslo uzlu
Pomocí čísla uzlu se vybírá určitý počítač (lépe řečeno jeho síťové rozhraní) v síti.
Klientské stanice používají jako číslo uzlu MAC adresu své síťové karty. Hodnotu FF:FF:FF:FF:FF:FF lze používat jako cílovou adresu pro broadcast s význam "všechny uzly v aktuální síti".

### Číslo soketu
Číslo soketu umožňuje vybrat proces nebo aplikaci v cílovém uzlu.
Přítomnost čísla soketu v IPX adrese umožňuje, aby IPX fungovalo i jako protokol transportní vrstvy podobně jako User Datagram Protocol (UDP) v TCP/IP.
| Číslo soketu  | Protokol                                                     |
| ------------- | ------------------------------------------------------------ |
| 0x0001-0x0BB8 | Sokety registrované firmou Xerox                             |
| 0x0001        | Směrovací pakety (RIP)                                       |
| 0x0002        | Echo pakety                                                  |
| 0x0003        | Chybové pakety                                               |
| 0x0020-0x003F | Experimentální sokety                                        |
| 0x0BB9-0xFFFF | Dynamicky přiřazované sokety                                 |
| 0x0451        | NetWare Core Protocol (NCP) používaný servery Novell NetWare |
| 0x0452        | Service Advertising Protocol (SAP)                           |
| 0x0453        | Routing Information Protocol (RIP)                           |
| 0x0455        | NetBIOS                                                      |
| 0x0456        | Diagnostické pakety                                          |
| 0x0457        | Serializační pakety (používané i pro NCP)                    |
| 0x4000-0x4FFF | Dynamicky přidělovaná čísla soketů                           |
| 0x4003        | Používáno klientem Novell NetWare                            |
| 0x8000-0xFFFF | Staticky přidělovaná čísla soketů                            |
| 0x8060        | IPX                                                          |
| 0x9091        | TCP přes IPXF                                                |
| 0x9092        | UDP přes IPXF                                                |
| 0x9093        | IPXF, IPX Fragmentation Protocol                             |

### Srovnání adres s IP
Číslo sítě má podobnou funkci jako síťová část IP adresy (část, u které jsou bity masky sítě nastaveny na 1); číslo uzlu má podobnou funkci jako zbytek IP adresy (část, u které jsou bity v masce sítě nastaveny na 0). Protože číslo uzlu je u stanic shodné s MAC adresou síťové karty, zjistí stanice tuto složku vlastní adresy sama, a pro komunikaci s ostatními stanicemi není potřeba Address Resolution Protocol.
Směrovací tabulky protokolu IPX se podobají směrovacím tabulkám protokolu IP; směrování do jiných sítí se provádí podle čísla sítě a pro každé číslo sítě obsahují tabulky adresu routeru. Na rozdíl od směrovacích tabulek IP není potřeba síťová maska, protože rozdělení na číslo sítě a číslo uzlu je pevné.

## Formáty rámců
V sítích Ethernet se pro IPX používají čtyři způsoby zapouzdření neboli formáty rámců:
- 802.3 (raw) se používá ve starších sítích a obsahuje IPX hned po hlavičce rámce 802.3. Paket začíná cílovou ethernetovou adresou (6 bytů), zdrojovou ethernetovou adresou (6 bytů) a délkou rámce (2 byty), za nimiž následuje IPX hlavička, která začíná dvěma byty rezervovanými pro kontrolní součet, které mají vždy hodnotu 0xFF 0xFF. Přítomnost dvou bytů FF umožňuje rozlišit tento typ IPX zapouzdření od dalších dvou typů.
- 802.2 (Novell) obsahuje za hlavičkou rámce 802.3 (složené z cílové a zdrojové adresy a délky) LLC hlavičku (tvořenou 3 byty s hodnotami 0xE0, 0xE0, 0x03) následované IPX daty. Dva byty 0xE0 na začátku LLC hlavičky indikují protokol 'Novell NetWare'.
- 802.2 (SNAP) obsahuje hlavičku rámce 802.3, LLC hlavičku (tvořenou 3 byty s hodnotami 0xAA, 0xAA, 0x03), SNAP hlavičku (5 bytů s hodnotami 0x00, 0x00, 0x00, 0x81, 0x37) a IPX data. Dva byty 0xAA na začátku LLC hlavičky indikují 'SNAP'. První tři byty SNAP hlavičky jsou OUI následovaný 2 byty IPX EtherType.
- Ethernet II sestává z hlavičky rámce Ethernet II tvořené cílovou adresou, zdrojovou adresou, a polem délka/typ s hodnotou EtherType (0x8137) následovanou IPX daty. Od ostatních formátů rámců lze rozlišit podle hodnoty pole délka/typ, která je 0x8137 (hodnoty do 1500 mají význam délky a indikují hlavičku IEEE 802.3).

V jiných sítích než Ethernet se používají pouze rámce 802.2 a SNAP.